# Chi Quao núi
Chi Quao núi (danh pháp khoa học: Stereospermum) là một chi trong họ Chùm ớt (Bignoniaceae), chứa khoảng 15 loài cây thân gỗ.
Cây thân gỗ lá sớm rụng. Lá kép lông chim lẻ, mọc đối; các lá chét nguyên, hình elip hay elip-mũi mác, nhọn đỉnh. Cụm hoa dạng xim-chùy, mọc ở đầu cành. Lá đài hình chuông, 5-răng, đôi khi không đều. Các thùy tràng hoa gần đều, thuôn tròn hay bị xé rách, ống tràng nhỏ, màu vàng hay đỏ nhạt. Nhị 4, hai đôi nhị so le, không thò ra; các bao phấn trệch đi. Đĩa mật giống miếng nệm. Bầu nhụy không cuống; nhiều lá noãn, mọc thành một hay vài hàng. Quả nang mọc thành chùm, nứt ngang qua lưng của mỗi ngăn, hình trụ hơi thon, mảnh dẻ, 4-góc; vách ngăn dạng gỗ hình trụ hơi thon. Hạt nằm trong các vách ngăn, có cánh dạng màng trong suốt ở hai đầu.

## Phân loại
Khoảng 15 loài sinh sống trong khu vực nhiệt đới của châu Á, châu Phi. Tại Việt Nam trong các tài liệu khác nhau có ghi nhận sự tồn tại của các loài như S. neuranthum, S. fimbriatum, S. annamense, S. chelonoides, S. tetragonum, S.mekongense?
- Stereospermum acuminatissimum
- Stereospermum angustifolium?
- Stereospermum annamense: Quao xanh, quao Trung Bộ
- Stereospermum arcuatum
- Stereospermum arguezona
- Stereospermum arnoldianum
- Stereospermum banaibanai
- Stereospermum boivinii
- Stereospermum bracteosum
- Stereospermum caudatum
- Stereospermum chelonoides: Ké, quao núi
- Stereospermum cinereo-viride
- Stereospermum colais: Quao núi
- Stereospermum crenulatum
- Stereospermum cylindricum: Quao vàng
- Stereospermum dentatum
- Stereospermum euphorioides
- Stereospermum filiforme
- Stereospermum fimbriatum: Quao xẻ tua, quao tràng xẻ
- Stereospermum ghorta
- Stereospermum glandulosum
- Stereospermum grandiflorum
- Stereospermum harmsianum
- Stereospermum hasskarlii
- Stereospermum hildebrandtii
- Stereospermum hypostictum
- Stereospermum integrifolium
- Stereospermum katangense
- Stereospermum kunthianum
- Stereospermum leonense
- Stereospermum longiflorum
- Stereospermum mekongense: Quao tràng xẻ
- Stereospermum nematocarpum
- Stereospermum neuranthum: Quao núi, ké núi, quao núi quả bốn cạnh
- Stereospermum personatum
- Stereospermum pinnatum
- Stereospermum quadripinnatum
- Stereospermum rhoifolium
- Stereospermum seemannii
- Stereospermum senegalense
- Stereospermum serrulatum: Quao răng, quao lá răng
- Stereospermum sinicum: Boọc bịp hoa trắng, rọc rạch
- Stereospermum strigillosum
- Stereospermum suaveolens
- Stereospermum tetragonum: Ké góc bốn
- Stereospermum tomentosum
- Stereospermum undatum
- Stereospermum variabile
- Stereospermum verdickii
- Stereospermum wallichii
- Stereospermum xylocarpum
- Stereospermum zylocarpum

## Hình ảnh

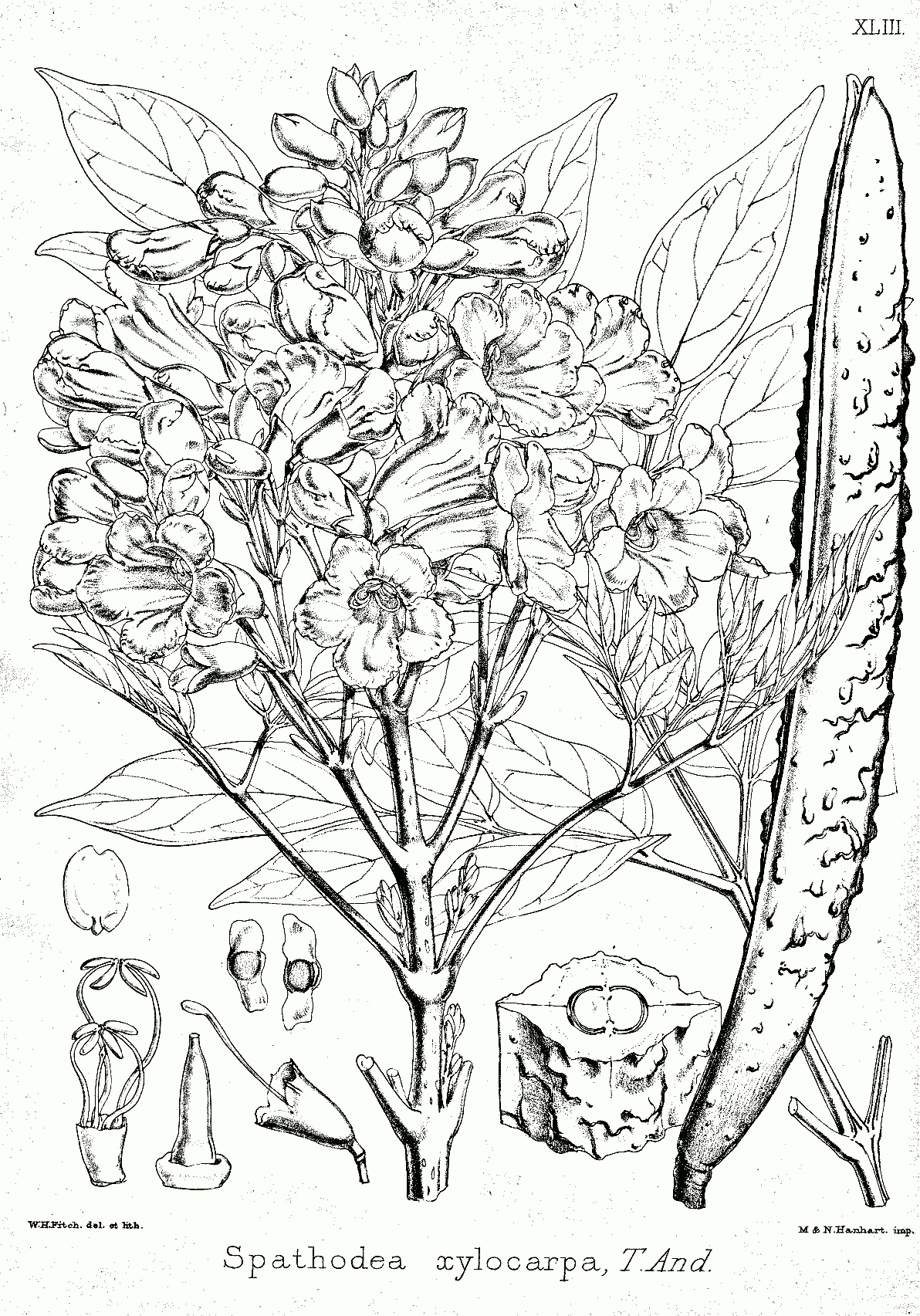